# آیا ناکامورا
آیا کوکو دانیوکو (تلفظ فرانسوی: [aja nakamuʁa danjɔko]) متولد ۱۰ مه ۱۹۹۵)، که بیشتر با نام هنری خود آیا ناکامورا شناخته می‌شود، یک خواننده پاپ فرانسوی است که در کشور مالی متولد شده‌است. وی بیشتر به خاطر ترانه محبوب خود Djadja معروف است که بیش از ۷۰۰ میلیون بازدید  در یوتیوب دارد.
وی در باماکو متولد شد و به همراه خانواده‌اش به فرانسه مهاجرت کرد و در اولنه سو بوآ بزرگ شد. وی که از خانواده‌ای از گریت‌ها است، بزرگترین فرزند از بین پنج خواهر و برادر خود است.

## اوایل زندگی
ایا کوکو دانیوکو در ۱۰ مه ۱۹۹۵ در باماکو، مالی متولد شد.